# 4 квітня
4 квітня — 94-й день року (95-й у високосні роки) в григоріанському календарі. До кінця року залишається 271 день.

## Міжнародні
- ООН: Міжнародний день просвіти з питань мінної небезпеки і допомоги в діяльності, пов'язаної з розмінуванням
- Всесвітній день моркви.
- Всесвітній день щура.
- Міжнародний день бродячих тварин.
- День вебмайстра[1]
- День вітаміну C[джерело?]]
- День «Обійми газетяра» [джерело?]
- День ходіння навколо [джерело?]
- День створення НАТО.

## Національні
- Сенегал: Національне свято Республіки Сенегал. День Незалежності (1960)
- Гонконг,  Тайвань: День захисту дітей.
- Ангола: День миру.
- США: День інформування про шкоду наркотиків. День шкільного бібліотекаря. Національний день Кордон блю.
- Молдова: День жалоби за загиблими в Україні.

## Інші
- у 2016, 3016,.. — день квадратного кореня

## Релігійні

### Католицизм
- День Святого Ісидора Севільського, Покровителя Інтернету.
- День Святого Франциска Марту.

### Православ'я[2]
- Преподобного Йосифа Піснеписця.
- Преподобного Георгія, що в Малеї.
- Преподобного Йосифа Багатохворобливого, Києво-Печерського, в Дальніх печерах.
- Преподобного Зосими.
- Мучениць Фервуфи, діви, сестри та рабині її.

## Події
- 1103 — розгром половців київським князем Володимиром Мономахом.
- 1147 — суздальський князь Юрій Долгорукий улаштував у Москві великий бенкет на честь свого союзника, князя Новгород-Сіверського Святослава Ольговича. Перша літописна згадка про Москву.
- 1460 — засновано найстаріший у Швейцарії Базельський університет.
- 1768 — Філіп Естлі створив перший сучасний цирк для показу трюків верхової їзди в Лондоні.
- 1785 — англійський винахідник Едмунд Картрайт отримує патент на механічний ткацький верстат із ножним приводом.
- 1794 — у ході Польського повстання відбулась битва під Рацлавицями, в якій польські повстанці під керівництвом Тадеуша Костюшка перемогли російське царське військо Денисова й Тормасова.
- 1881 — Лос-Анджелес отримав статус міста.
- 1887 — в Лондоні розпочалася Перша Колоніальна конференція.
- 1900 — поблизу грецького острова Антикітера водолазами знайдений Антикітерський механізм — античний прилад для розрахунку руху небесних тіл.
- 1925 — Юліус Шрек отримав завдання створити новий підрозділ для персональної охорони Гітлера, названий від нім. SchutzStaffel — «Захисні загони».
- 1932 — американський біохімік Чарлз Ґлен Кінґ з університету Піттсбурга вперше виділив вітамін C. Честь цього відкриття також приписують Альберту Сент-Дьйорді.
- 1949 — у Вашингтоні представники Бельгії, Великої Британії, Данії, Ісландії, Італії, Канади, Люксембургу, Нідерландів, Норвегії, Португалії, США та Франції підписали Північноатлантичний пакт (дата створення НАТО)
- 1960 — на 32-й церемонії вручення нагород Американської академії кіномистецтв 11 «Оскарів» дісталося фільму «Бен-Гур». Це досягнення зумів повторити тільки фільм «Титанік».
- 1964 — одразу 5 перших позицій у хіт-параді американського журналу Billboard зайняли пісні гурту «Бітлз». Це досягнення не зміг повторити жоден виконавець.
- 1969 — лікарі Техаського інституту серця в Х'юстоні Домінго Ліотта та Дентон А. Кулі здійснили першу клінічну імплантацію штучного серця.
- 1973 — у Нью-Йорку відкрили комплекс Всесвітнього торгового центру, який спроєктував японський архітектор Мінору Ямасакі. Комплекс був зруйнований 11 вересня 2001 року внаслідок терористичної атаки.
- 1975 — Білл Гейтс та Пол Аллен заснували компанію Microsoft.
- 1983 — перший політ американського космічного шатла «Челленджер».
- 1998 — у Донецьку від вибуху на шахті імені Скочинського загинули 63 шахтарі.
- 2004 — офіційно активовано українську мову інтерфейсу української Вікіпедії
- 2007 — відбулося офіційне відкриття київського хмарочоса «БЦ Парус».
- 2023 — Фінляндія ввійшла до складу НАТО.

## Народились
Дивись також Категорія:Народились 4 квітня
- 1588 — Алессандро Варотарі, італійський художник доби бароко.
- 1648 — Грінлінг Гіббонс, англійський скульптор і різьбяр, вважається одним з найбільш видатних англійських різьбярів-декораторів.
- 1688 — Жозеф-Нікола Деліль, французький астроном і картограф
- 1758 — П'єр-Поль Прюдон, французький живописець-романтик і рисувальник, придворний декоратор Наполеона («Психея, яку викрадає Зефір», «Портрет імператриці Жозефіни») (пом. 1823).
- 1772 — Рабин Нахман, засновник брацлавського (бресловського) хасидизму.
- 1784 — Адам Чарноцький, польський, білоруський і український археолог, етнограф і фольклорист.
- 1793 — Казимир Делавінь, французький поет і драматург; автор тексту колишнього французького гімну La Parisienne; брат драматурга Жермена Делавіня.
- 1818 — Томас Майн Рід, ірландський письменник, автор пригодницьких романів, серед яких «Вершник без голови».
- 1826 — Зеноб Ґрамм, французький інженер, винахідник динамо-машини.
- 1894 — Дмитро Чижевський, український учений-енциклопедист; культуролог-славіст, філософ, літературознавець, релігієзнавець, лінгвіст, дослідник української і слов'янської літератур, німецької славістики.
- 1898 — Абрахам Мінчин, українсько-французький художник єврейського походження.
- 1910 — Любомир Андрейчин, болгарський мовознавець
- 1913 — Сесіл Гант, американський блюзовий співак, піаніст (пом. 1951).
- 1915 — Микола Лемик, український політичний діяч, член ОУН, виконавець атентату проти Олексія Майлова (секретаря Консульства СРСР у Львові) 1933 року. Від 1941 року — крайовий провідник ОУН на східноукраїнських землях.
- 1920 — Ерік Ромер, французький кінорежисер.
- 1927 — Аушра Ауґустінавічюте, литовський економіст, соціолог та психолог, основоположниця соціоніки.
- 1928 — Майя Енджелоу, американська письменниця і поетеса.
- 1932 — Андрій Тарковський, радянський кінорежисер («Соляріс», «Сталкер», «Андрій Рубльов»).
- 1952 — Гері Мур, ірландський блюз-роковий гітарист, співак, автор пісень.
- 1953 — Квітка Цісик, американська співачка українського походження, виконавиця українських народних та популярних пісень.
- 1954 — Фіорелла Манноя, італійська співачка.
- 1960 — Віктор Мішалов, бандурист, дослідник кобзарства, композитор, диригент.
- 1965 — Роберт Дауні-молодший, американський актор («Щасливчик», «Соліст», «Шерлок Холмс»), продюсер, музикант.
- 1979 — Гіт Леджер, австралійський актор, нагороджений премією «Оскар» посмертно.
- 1979 — Роберто Луонго, канадський хокеїст.

## Померли
Дивись також: Категорія:Померли 4 квітня
- 1461 — Георг фон Пурбах, австрійський астроном і математик
- 1617 — Джон Непер, шотландський математик, винахідник логарифмів.
- 1774 — Олівер Ґолдсміт, англомовний ірландський есеїст, поет, прозаїк, драматург.
- 1806 — Карло Ґоцці, італійський драматург, відомий як автор творів «Любов до трьох апельсинів», «Турандот», «Король-олень», «Жінка-змія» та ін.
- 1841 — Вільям Генрі Гаррісон, 9-й президент США (1841)
- 1886 — Євген Лансере, український і російський скульптор-анімаліст, автор невеликих жанрових композицій.
- 1905 — Константен Меньє, бельгійський скульптор і живописець.
- 1907 — Люсіль Ґран, данська артистка балету і хореограф.
- 1923 — Джон Венн, англійський логік і філософ, відомий тим, що запровадив Діаграму Венна.
- 1929 — Карл Фрідріх Бенц, німецький інженер, співконструктор першого у світі автомобіля з бензиновим двигуном.
- 1968 — Мартін Лютер Кінг, американський баптистський проповідник і лідер руху за громадянські права темношкірих 1960-х років.
- 1984 — Олег Антонов, український і радянський авіаконструктор, створив понад 60 типів літаків та планерів типу АН (пасажирських, транспортних та інших).
- 1991 — Мір'ям Бернштейн-Коган, єврейська театральна і кіноактриса, піонерка івритського театру.
- 1996 — Гуменна Докія Кузьмівна українська письменниця.
- 2020 — Іван Вакарчук, український фізик, політик і громадський діяч.